# Pavetta andongensis
Pavetta andongensis är en måreväxtart som beskrevs av William Philip Hiern. Pavetta andongensis ingår i släktet Pavetta och familjen måreväxter.
Artens utbredningsområde är Angola. Inga underarter finns listade i Catalogue of Life.